# قطعه ۴۱ بهشت زهرا
قطعه ۴۱ بهشت زهرا، قطعه‌ای مخروبه و تقریباً با خاک یکسان‌شده در گورستان بهشت زهرا است. قطعه ۴۱ مدفن شمار نامعلومی از اعضا و هواداران گروه‌های سیاسی مانند گروه فرقان و سازمان مجاهدین خلق، بهایی‌هایی که به خاطر مذهب‌شان اعدام شده‌اند، افراد دخیل در کودتای نوژه و برخی ثروتمندان است که اوائل انقلاب ۵۷ اعدام شدند. این قطعه روبه‌روی قطعه ۲۴ بهشت زهرا قرار دارد.
قطعه ۴۱ محل آرامگاه افرادی مانند سعید سلطانپور، تقی شهرام است.
طرفداران جمهوری اسلامی به این قطعه لقب لعنت آباد داده‌اند. عجیب‌ترین موردی که در این گورستان دفن شده است سکینه قاسمی می‌باشد که در اول انقلاب به دلیل اتهام «فساد فی‌الارض»، همراه با ۲ کارگر جنسی دیگر به دستور صادق خلخالی اعدام شد.
بر اساس گزارش خبرگزاری مهر در سال ۱۳۹۵این قطعه، قطعه‌ای «متروک» بوده که:
اکثر سنگ‌قبرها کاملاً خرد شده‌اند و به‌سختی می‌شود نوشته‌های رویشان را خواند. بعضی به‌جای سنگ، روی مزار، یک درِ کوچک آهنی گذاشته‌اند. قبر دیگر هیچ نشانه‌ای ندارد، جز سنگ‌های کوچکی که دورتادور سنگ‌قبر فرضی چیده شده. بعضی دیگر هم مزار سیمانی درست کرده‌اند. بین قطعه‌سنگ‌های هیچ قبر شکسته‌ای، تصویری از متوفی نیست و فقط اسم و فامیل نوشته شده که آن هم با سنگ‌ها درهم‌شکسته. در فضای سنگین این قطعه، همه محتاطانه سعی کرده‌اند کمترین کلمات را روی سنگ‌قبر بنویسند